# Luciano Odorisio
Luciano Odorisio, né le 7 mars 1942 à Chieti dans la région des Abruzzes (Italie), est un acteur, réalisateur et scénariste italien.

## Biographie
Auteur d'un éphémère carrière d'acteur à la fin des années 1960, Luciano Odorisio s'est révélé comme réalisateur au début des années 1980. Sciopèn, son second film, est tourné à Chieti, là ou le réalisateur est né. Succès critique en Italie, il permet à Odorisio de remporter un Globe d'or du meilleur premier long métrage (Globo d'oro alla miglior opera prima).

## Filmographie

### Comme réalisateur

#### Au cinéma
- 1980 : L'educatore autorizzato
- 1982 : Sciopèn
- 1984 : Il momento magico
- 1987 : La monaca di Monza (it)
- 1988 : Via Paradiso (it)
- 1989 : Ne parliamo lunedì
- 1999 : Senza movente
- 2004 : Guardiani delle nuvole

#### À la télévision
- 1991 : Una famiglia in giallo
- 2005 : Mio figlio
- 2008 : Io non dimentico
- 2008 : Il sangue e la rosa
- 2010 : Nuove storie per il Commissario Vivaldi
- 2013 : Pupetta - Il coraggio e la passione

### Comme scénariste

#### Au cinéma
- 1980 : L'educatore autorizzato
- 1982 : Sciopèn
- 1984 : Il momento magico
- 1987 : La monaca di Monza
- 1988 : Via Paradiso
- 1989 : Ne parliamo lunedì

#### À la télévision
- 2005 : Mio figlio
- 2010 : Nuove storie per il Commissario Vivaldi

### Comme acteur
- 1966 : Uccideva a freddo de Guido Celano
- 1969 : Il seme dell'uomo, directed by Marco Ferreri

## Prix et distinctions notables
- Globe d'or du meilleur premier long métrage (Globo d'oro alla miglior opera prima) en 1982 pour Sciopèn.